# تاريخ الصم
يتكون تاريخ الصم من تاريخ الأشخاص الصم وثقافة الصم. تعتبر ثقافة الصم ثقافة تتمحور حول لغة الإشارة والعلاقات بين أفرادها. على عكس الثقافات الأخرى، لا ترتبط ثقافة الصم بأي أرض وطنية معينة، فهي ثقافة عالمية. وعلى الرغم من أن الصمم يُدرج غالبًا ضمن مظلة الإعاقة، إلا أن العديدين يرون أن مجتمع الصم هو أقلية لغوية. على مر السنين، حقق الأشخاص الصم العديد من الإنجازات. من بين أشهرهم لودفيج فان بيتهوفن وتوماس إديسون، وكلاهما كانا من الصم وقدما إسهامات كبيرة في الثقافة.
يفتخر الأشخاص الصم الذين يعرفون لغة الإشارة بتاريخهم. في الولايات المتحدة، يروون قصة لوران كليرك، وهو معلم أصم، وتوماس هوبكنز غالوديت، وهو معلم أمريكي، عندما قدما إلى الولايات المتحدة من فرنسا في عام 1816 للمساعدة في تأسيس أول مدرسة دائمة للأطفال الصم في البلاد. في أواخر خمسينيات القرن التاسع عشر، كان هناك جدل حول إنشاء دولة منفصلة للصم في الغرب. كانت هذه الدولة المقترحة مكانًا يمكن فيه للصم أن يهاجروا، إذا اختاروا، ويزدهروا؛ ومع ذلك، فشل هذا المخطط وتلاشى الجدل.
ومن الأحداث المعروفة أيضًا مؤتمر المؤتمر الدولي الثاني لتعليم الصم في عام 1880 الذي عقد في ميلانو بإيطاليا، حيث صوت المعلمون السمعيون لاعتماد التعليم الشفوي وإزالة لغة إشارة من الفصول الدراسية. أدى هذا الجهد إلى معارضة قوية داخل ثقافات الصم اليوم ضد أسلوب الشفهية في تعليم الأطفال الصم النطق وقراءة الشفاه مع استخدام محدود أو عدم استخدام لغة الإشارة في الفصول الدراسية. يهدف هذا الأسلوب إلى تسهيل اندماج الأطفال الصم في المجتمعات السمعية، لكن هناك العديد من النقاشات حول ما إذا كان الأسلوب اليدوي (حيث يقوم المعلمون بتعليم لغة الإشارة كوسيلة أساسية للتواصل) أو الأسلوب الشفوي (حيث يجبر المعلمون الطلاب على تعلم النطق) هو الأفضل. يتفق معظم الناس الآن على أن الأسلوب اليدوي هو الطريقة المفضلة للتواصل لدى الصم. يعتبر استخدام لغة الإشارة جزءًا أساسيًا من هوية ثقافية لدى الأشخاص الصم، وتُعتبر المحاولات للحد من استخدامها هجومًا عليها.

## تاريخ ترابط ثقافة الصم
تعد لغة الإشارة الأداة الأهم للتواصل بين الأشخاص الصم وثقافة الصم. من خلال لغة الإشارة، يمكن للأشخاص الصم الانضمام إلى شبكة اجتماعية على المستويات المحلية والعالمية، مما يسهم في ربط ثقافة الصم معًا. لغة الإشارة مصطلح فضفاض يُستخدم للإشارة إلى الأشخاص الصم أو ضعاف السمع الذين يستخدمون الإشارات للتواصل. لغة الإشارة الأمريكية (ASL) ترتبط ارتباطًا وثيقًا بالنموذج الأقدم لـ لغة الإشارة الفرنسية، حيث أن لوران كليرك، الذي كان أصمًا ومعلمًا، أتى إلى أمريكا برفقة توماس هوبكنز غالوديت ‏. وعلى الرغم من أن كليرك أحضر لغة الإشارة الفرنسية، إلا أن هناك لغة إشارة كانت تُستخدم بالفعل في المنطقة. في مارثا فينيارد كان هناك نسبة أكبر من المتوسط من الأشخاص الصم الذين ابتكروا لغة الإشارة في مارثا فينيارد. اندمجت لغة الإشارة الفرنسية مع لغة الإشارة المحلية لتصبح لغة الإشارة الأمريكية. مجتمعات الصم وضعاف السمع متقاربة بفضل ثقافتها واستخدامها للغة الإشارة. وكما هو الحال مع اللغة الإنجليزية، فإن لغات الإشارة تتغير دائمًا. في الولايات المتحدة، هناك العديد من أنواع لغة الإشارة - بدءًا من لغة الإنجليزية الدقيقة الموقعة، التي تتبع قواعد النحو الإنجليزية باستخدام إشارات معدلة من لغة الإشارة الأمريكية، إلى طريقة روتشستر، حيث يتم تهجئة كل كلمة في اللغة الإنجليزية بإشارات الأصابع دون استخدام الإشارات العادية. وهناك منطقة وسطى بين 'الإنجليزية' و'لغة الإشارة الأمريكية' تعرف باسم اللغة المتصلة (وكان يُشار إليها سابقًا بلغة الإشارة الهجين أو PSE)، وهي تستخدم أي عدد من التركيبات بين ترتيب الكلمات الإنجليزية وقواعدها مع جوانب من لغة الإشارة الأمريكية (أو الإنجليزية الدقيقة الموقعة).
قوة ربط أخرى مهمة في ثقافة الصم هي الألعاب الرياضية. تفتح الألعاب الرياضية مجالًا للإنجاز حيث يتم إقصاء الكثيرين بسبب التحيز، بفضل المساواة في الفرص التي تتيحها بعض الرياضات. كما تخلق الألعاب الرياضية العديد من الفرص لتوسيع الشبكات الاجتماعية للأشخاص الصم في جميع أنحاء الولايات المتحدة، وذلك بفضل التنقل الذي توفره المنافسات بين الولايات، حيث أن عدد السكان الصم صغير نسبيًا على المستوى المحلي. يشارك الأشخاص الصم في الأنشطة الرياضية لتعزيز هويتهم الثقافية كأشخاص صم. في الألعاب الرياضية، يجدون تضامنًا حيث يمكنهم التواصل بسهولة مع بعضهم البعض دون عوائق، ويعتنقون القيم والأعراف الاجتماعية الطبيعية بالنسبة لهم والمميزة عن تلك الموجودة في مجتمع السامعين، مما يتيح للأشخاص الصم المشاركة كمدربين ورياضيين ومشاركين. يمثل الاتحاد الرياضي الأمريكي للصم (AAAD) دعمًا كبيرًا للأشخاص الصم من خلال تمثيل الأندية والمنظمات الصماء في جميع أنحاء الولايات المتحدة. يمكن رؤية تأثير الرياضة في مجتمع الصم أيضًا على المستوى الدولي. تُعد ديفلمبياد، التي ترعاها اللجنة الأولمبية الدولية، حدثًا رياضيًا دوليًا نخبة يتنافس فيه الرياضيون الصم من جميع أنحاء العالم كل أربع سنوات.

## مشاهير الصم الأحياء
- نايل دي ماركو
- أشلي فيوليك  [لغات أخرى]‏
- مات هاميل
- برام جوردان  [لغات أخرى]‏
- تشيلا مان  [لغات أخرى]‏
- مارلي ماتلن
- هيذر وايتستون  [لغات أخرى]‏
- شوشانا ستيرن  [لغات أخرى]‏

## التسلسل الزمني
- 1000 ق.م: رفضت هالاخاه حقوق الصم. التوراة حمت الصم من أن يتم لعنهم من قبل الآخرين، لكنها لم تسمح لهم بالمشاركة الكاملة في طقوس المعبد. تم وضع قوانين خاصة بالزواج والممتلكات للصم البكم، لكن لم يُسمح لهم بأن يكونوا شهودًا في المحاكم.[7][8]
- حوالي 364 ق.م: أرسطو أكد أن "الصم يولدون غير قادرين على التفكير".[9]
- حوالي 360 ق.م: ذكر سقراط، كما اقتبسه أفلاطون في كراتيلوس (حوار)، الأشخاص الصم الذين يعبرون عن أنفسهم من خلال الإيماءات والحركات، ويصورون الضوء أو المجال الأعلى برفع الأيدي أو تصوير الحصان الراكض من خلال تقليد حركته.[10]
- حوالي 44 ق.م: كوينتوس بيديوس هو أول شخص أصم في التاريخ المسجل معروف بالاسم.[11][12]
- 135 م: وفاة القديس أوديوس؛ وهو قديس يشتهر بمعالجة أمراض السمع.[13]
- 131 م: كتب جالينوس، وهو طبيب يوناني من بيرغامون: "الكلام والسمع يشتركان في نفس المصدر في الدماغ...".[14]
- 738 م: في قانون جستنيان، استنتج جستينيان الأول أن الصمم والبكم هما سمتان مختلفتان ولا يحدثان دائمًا معًا.[15][16]

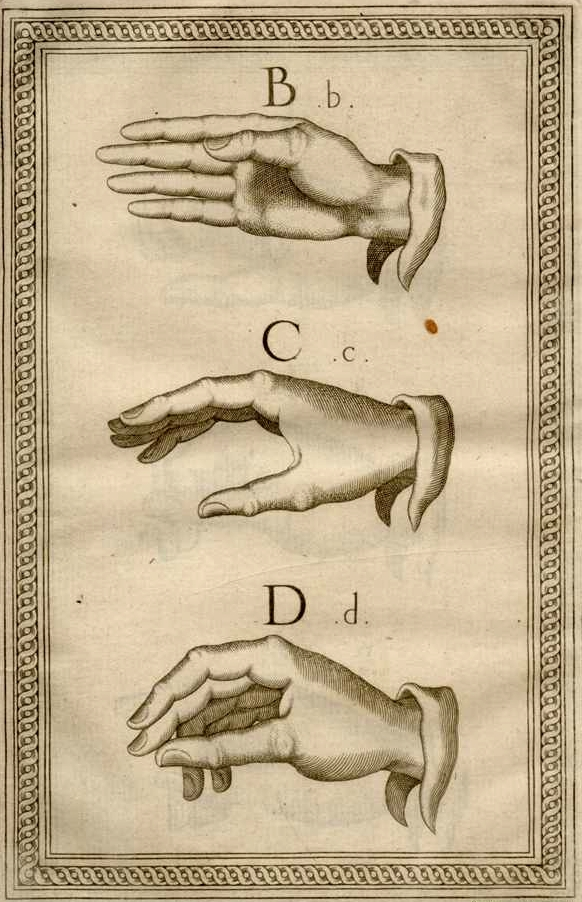
حروف B, C, D. رسم توضيحي لدييغو دي أستور من Reducción de las letras y arte para enseñar a hablar a los mudos (Bonet, 1620)

- 1550 م: يُنسب إلى بيدرو بونس دي ليون كأول شخص يعلم تعليم للصم في التاريخ، حيث طور شكلًا من لغة الإشارة ونجح في تعليم الكلام للصم منذ الولادة.[17]
- 1620 م: نشر حزقيال بابلو بونت أول كتاب عن الأبجدية اليدوية للصم. ومع ذلك، لم يتم نشره في إنجلترا حتى عام 1885 بعنوان تبسيط حروف الأبجدية وطريقة تعليم الصم البكم التحدث.[17]
- 1668 م: قام ويليام هولدر وجون واليس بتعليم رجل أصم التحدث "بوضوح وتميز، وبنبرة جميلة ورشيقة".[18]
- 1778 م: صموئيل هاينيك افتتح أول مدرسة للصم والبكم في ألمانيا.[19]
- 1817 م: تم تأسيس المدرسة الأمريكية للصم في هارتفورد، كونيتيكت. كانت هذه أول مدرسة للأطفال ذوي الإعاقات في أي مكان في نصف الكرة الغربي.[20]
- 1857 م: في عام 1857، أقر الكونغرس الأمريكي القانون H.R. 806 الذي أسس جامعة غالوديت كمؤسسة تعليمية ودعم تكاليف الدراسة للأطفال الصم والبكم أو المكفوفين في واشنطن العاصمة.[21]
- 1849: أصبح فردينان بيرتييه أول شخص أصم يحصل على وسام جوقة الشرف.[22]
- أواخر خمسينيات القرن التاسع عشر: في أواخر خمسينيات القرن التاسع عشر، كان هناك نقاش حول ما إذا كان يجب إنشاء دولة منفصلة للصم في الغرب. كانت هذه الدولة الصماء مكانًا يمكن أن يهاجر إليه جميع الصم، إذا اختاروا ذلك، لتحقيق الازدهار؛ ومع ذلك، فشلت هذه الخطة وتلاشى النقاش.[1]
- 1860: تأسست كلية فيكتوريا للصم.[23]
- 1864: منح الكونغرس الأمريكي الإذن لـ جامعة غالوديت بمنح درجات علمية، ووقع الرئيس أبراهام لينكولن على القانون. تم تعيين إدوارد ماينر غالوديت رئيسًا للجامعة بأكملها، بما في ذلك الكلية. كانت هذه أول كلية في العالم تُنشأ للأشخاص ذوي الإعاقات وتعرف الآن باسم جامعة غالوديت.[20]
- 1880: انعقد المؤتمر الدولي الثاني لتعليم الصم في عام 1880 في ميلانو، إيطاليا. يُعرف هذا المؤتمر عادةً بـ "مؤتمر ميلانو". أعلن المؤتمر أن التعليم الصوتي يتفوق على التعليم اليدوي، وقرر حظر استخدام لغة الإشارة في المدارس. بعد المؤتمر، تحولت المدارس في أوروبا والولايات المتحدة إلى استخدام العلاج بالكلام دون لغة الإشارة كطريقة للتعليم.[2]
- 1880: تأسست الرابطة الوطنية للصم (الولايات المتحدة).[24]
- 1883: أصبح إد دوندون أول لاعب أصم في دوري كرة القاعدة الرئيسي.[25]
- 1883: أصبح هنري وينتر سايل أول شخص أصم يُرسم كاهنًا في الكنيسة الأسقفية الأمريكية.[26][27]
- 1896: تم انتخاب أول امرأة (جوليا فولي) لمجلس إدارة الرابطة الوطنية للصم (الولايات المتحدة).[28]
- 1933-1945: قامت ألمانيا النازية بإجبار الصم الوراثيين على التعقيم وقتل العديد من الأشخاص الصم. ومع ذلك، كان دور الصم في ألمانيا النازية أكثر تعقيدًا من مجرد أن يكونوا ضحايا، حيث تعاونت العديد من منظمات الصم خلال الهولوكوست مع النازيين.[29]
- 1911: أصبح كال رودجرز أول طيار أصم في الولايات المتحدة.[30]
- 1924: أقيمت أول ألعاب صم أولمبية في باريس عام 1924، وكانت أول حدث رياضي دولي على الإطلاق للرياضيين ذوي إعاقة.[31]
- 1932: تأسست الوكالة الإيطالية القومية للصم في سبتمبر 1932 في باذوة،[32] إيطاليا، تحت رعاية Ente Nazionale Sordomuti (ENS)، جمعية الصم الإيطالية.[33]
- 1949: كانت هناك مدارس مفصولة عنصريًا للصم في 13 ولاية.[34]
- 1951: تأسس الاتحاد العالمي للصم في سبتمبر 1951 في روما، إيطاليا، خلال أول مؤتمر عالمي للصم، تحت رعاية Ente Nazionale Sordomuti (ENS)، جمعية الصم الإيطالية.[35]

- 1952: بدأ كلية جالوديت قبول الطلاب السود.[36]
- 1958: صدر القانون PL 85-905 في الولايات المتحدة الذي سمح بخدمات إعارة الأفلام المترجمة للصم.[37]
- 1960: أصبح بيير جورمان من أستراليا أول شخص أصم يحصل على درجة دكتور في الفلسفة من جامعة كامبريدج.[38]
- 1960: تأسست الجمعية الوطنية للصم للشباب في الولايات المتحدة.[28]
- 1960: نشر ويليام ستوكو كتاب "بنية لغة الإشارة" (1960)،[39] وكان أول من استخدم مصطلح "لغة الإشارة الأمريكية" بشكل رسمي. (ظهرت النسخة المكتوبة بالحروف الكبيرة: "لغة الإشارة الأمريكية" لأول مرة في عدد أكتوبر 1963 من Buff and Blue).[40]
- 1964: أجرى روبرت ويتبريشت أول مكالمة ناجحة باستخدام جهاز كاتبة الهاتف من شخص أصم إلى آخر. بعد عدة محاولات، ظهرت كلماته واضحة: "هل تطبع الآن؟ دعنا نتوقف الآن ونتفاخر بالنجاح."[41]
- 1964: سُمِح للنساء الأعضاء في الجمعية الوطنية للصم في الولايات المتحدة بالتصويت لأول مرة.[28]
- 1965: تم قبول الأعضاء السود لأول مرة في الجمعية الوطنية للصم في الولايات المتحدة.[28]
- 1965: كان كارل جي. كرونبرغ أول من ناقش التشابهات بين ثقافات الصم والسمع في ملاحق قاموس 1965 للغة الإشارة الأمريكية.[42]
- 1965: تأسس المعهد الفني الوطني للصم في معهد روتشستر للتكنولوجيا في روتشستر، نيويورك، بقرار من الكونغرس الأمريكي.[20]
- أوائل السبعينيات: أنشأ بول تايلور أول نظام محلي لترحيل المكالمات الهاتفية للصم في الولايات المتحدة.[43]
- 1972: عُقد أول مسابقة ملكة جمال للصم في أمريكا (كانت تُعرف باسم مسابقة مواهب ملكة جمال الصم في أمريكا حتى عام 1976) خلال مؤتمر الجمعية الوطنية للصم في الولايات المتحدة في ميامي بيتش، فلوريدا؛ وفازت بها آن بيلينغتون.[44][45]
- 1971: كانت حلقة 31 أكتوبر 1971 من برنامج الشيف الفرنسي (في الذكرى التاسعة له) أول برنامج تلفزيوني في الولايات المتحدة يتم ترجمته للأشخاص الصم.[46]
- 1973: تضمن قانون إعادة التأهيل لعام 1973 قسمًا يتطلب أن يحصل ذوو الإعاقات على إمكانية الوصول والمساواة في استخدام موارد المنظمات التي تتلقى تمويلًا فيدراليًا أو التي تخضع لعقود فيدرالية.[47]
- 1974: أنشأت أليس لوغي هاجماير أسبوع التوعية بالصم، والذي أُعيد تسميته لاحقًا إلى أسبوع التراث الأصم، حيث يتم إقامة برامج حول ثقافة الصم في المكتبات.[48]
- 1975: صاغ توم إل. همفريز مصطلح تمييز ضد الصم في أطروحته للدكتوراه عام 1975.[49]